# كنوت أندريسن
كنوت أندريسن (بالنرويجية البوكمول: Knut Andresen)‏ هو لاعب هوكي الجليد نرويجي، ولد في 1959.

## وصلات خارجية
- كنوت أندريسن على موقع EliteProspects.com (الإنجليزية)
- كنوت أندريسن على موقع اللجنة الأولمبية الدولية (الإنجليزية)
- كنوت أندريسن على موقع أوليمبيديا (الإنجليزية)